# 都甲惟孝
都甲 惟孝（とごう これたか）は、南北朝時代の武将。

## 経歴・人物
都甲氏は豊後国国東郡都甲荘領主で、鎌倉幕府御家人を代々世襲。はじめ観応の擾乱で九州へ逃れてきた足利直冬に従うが、のち南朝方に一時属した豊後守護大友氏時麾下に転じ、観応元年/正平5年（1350年）3月大宰府原山に至る。翌年の観応2年/正平6年（1351年）直冬らと豊前にて戦いこれを破った。

## 系譜
- 父：都甲惟世
- 母：不詳
- 妻：不詳
  - 男子：都甲惟蔵